# طواحين السكر (أريحا)
طواحين السكر (أريحا) هي مجموعة من المواقع الأثرية التي تعود إلى الفترة الصليبية والأيوبية والمملوكية، تقع في مدينة أريحا شرقي الضفة الغربية في فلسطين، حيث اشتهرت مدينة أريحا في الحقبة الأيوبية بصناعة السكر من خلال الطواحين العملاقة، وتُعد الطواحين من أقدم وأهم المنشآت الصناعية في بلاد الشام وكانت مصدر دخل مهم.

## الموقع
تقع طواحين السكر في منتصف الطريق الرابطة بين تل السلطان وجبل قرنطل غرب مدينة اريحا، وهي منطقة أثرية مهمة تعود للعصرين الصليبي والمملوكي، ومن الأثار المتبقية في الموقع القنوات التي كانت تنقل المياه من منطقة عين الديوك، والتي كانت توفر المياه اللازمة لتوليد الطاقة لتشغيل الطواحين، إضافة إلى ورشات صناعة الخزف فيها، وآثار المعصرة والمصنع القديمين.

## التاريخ
تشير الدراسات الأثرية إلى أن تاريخ استخدام الطواحين يعود إلى أكثر من 3600 سنة قبل الميلاد ،وكان يستخدم في انتاج وتصنيع السكر من بساتين أريحا، ويصدره للعالم الخارجي في تلك الفترة. إلا انه تعرض للإهمال عام 1994 وتحول إلى مرعى للأغنام ومكبّاً للنفايات.